# 矮尼罗蛤
是弯锦蛤目豌豆蛤科Pseudomalletia属的一种。主要分布于中国大陆、台湾，常栖息在水深1100米软泥底。